# فارم فل
فارم فل (بالإنجليزية: FarmVille)‏ هي لعبة محاكاة الزراعة متوفرة على الشبكات الاجتماعية في الإنترنت من صناعة شركة زينغا بدأت كتطبيق على موقع الفيس بوك ثم حققت شهرة كبيرة وبلغ عدد لاعبيها حوالي 22.5 مليون لاعب في فبراير 2010 والآن أكثر من 4.402.001 وطريقة اللعب فيها هي عبارة عن بناء مزارع ليراها اللاعبون الآخرون وبناء طواحين وتربية المواشي والأبقار والنحل والزراعة والحصاد وكما يمكن فيها مساعدة اللاعبين الآخرين عن طريق تسميد مزارعهم وإرسال لهم هدايا. وأيضا منافستهم بها وقد ظهر في تلك الأيام هكر المزرعة السعيدة مما جعل الكثيرين يدخلون إليها ويتشوقون لها.

## بذور اللعبة
يوجد في اللعبة 47 نوعا من البذور التي يمكن زراعتها، وهي:
- البرسيم
- العنب
- القمح
- العشب

ويمكن إضافة دنانير وذهب ببطاقات الاتمان والهاتف المحمول
- الذرة
- الخيار
- الصبار
- الطماطم
- السوسن
- شجرة البن
- الجزر
- الصبار المزهر
- النخالة
- الخزامى
- العنب الأخضر
- زهرة الربيع
- ثمرة الحب
- الأرز
- العناب
- البطاطا الحلوة
- قصب السكر
- التوت الشامي
- الورد الأزرق
- التوت البري
- البطيخ
- الفراولة
- الكراث
- الفول
- الورد الأحمر
- البطاطا
- الأناناس
- الخس
- التوليب
- الشاي
- الفلفل الأحمر
- الفطر
- الورد الأبيض
- الفستق
- اليقطين
- الزنبق
- البصل
- عباد الشمس
- القطن
- الباذنجان
- القرنبيط
- يقطين عيد الرعب (من البذور المميزة)
- القرنبيط الأخضر (بذرة خاصة لمهمات الربيع 2012)